# Габріель (циклон)
Циклон «Габріель» (англ. Cyclone Gabrielle) — потужний тропічний циклон, який вплинув на Нову Зеландію та острів Норфолк у лютому 2023 року.
Через наближення Габріель острів Норфолк оголосив червоний сигнал тривоги, а на Північному острові Нової Зеландії було видано попередження про сильний дощ і вітер. Надзвичайний стан, який уже діяв в Окленді та Короманделі внаслідок повеней на Північному острові 2023 року, було продовжено, а в інших районах оголошено нові режими надзвичайного стану. Нова Зеландія почала відчувати наслідки циклону 12 лютого, і вони все ще тривають, а 14 лютого в країні було оголошено надзвичайний стан.

## Метеорологічна історія

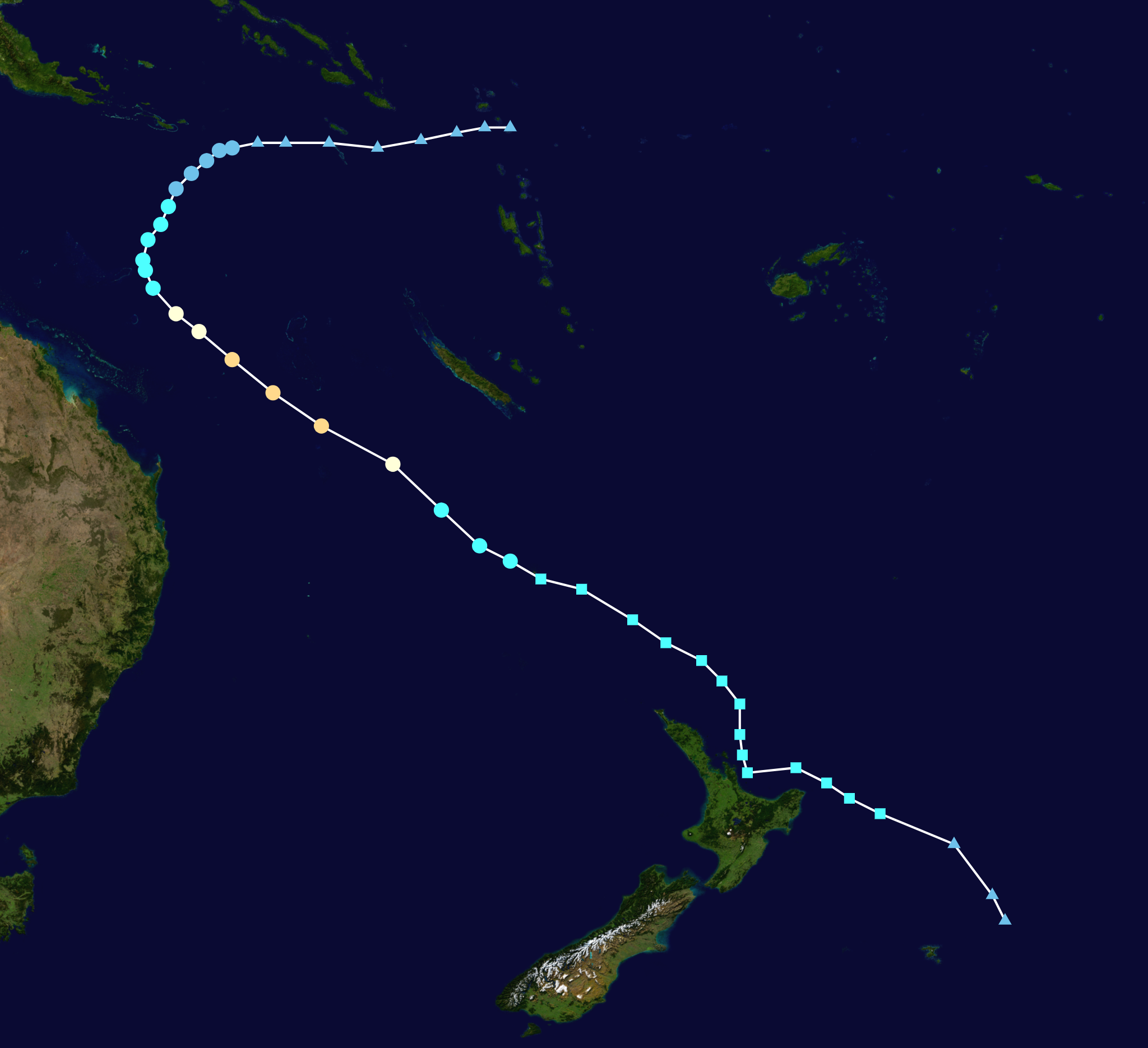
Карта шляху і інтенсивності Циклону Габріель

6 лютого Австралійське бюро метеорології (BoM) повідомило, що тропічний мінімум 14U розвинувся в мусонній западині низького тиску над північно-східною частиною Коралового моря поблизу Соломонових островів. На цьому етапі система була розташована в сприятливому середовищі для подальшого розвитку з низьким вертикальним зсувом вітру 10–30 км/год (5–15 миль/год) і теплою температурою поверхні моря 29–30 °C (84–86 °F). Протягом наступних кількох днів система поступово розвивалася далі, рухаючись на південний захід вздовж хребта високого тиску до Квінсленда, Австралія, Об'єднаний центр попередження про тайфуни ініціював попередження та класифікував його як тропічний циклон 12P протягом 8 лютого. Приблизно в той же час BoM повідомив, що тропічний мінімум переріс у тропічний циклон 1 категорії за шкалою інтенсивності австралійських тропічних циклонів і назвав його Габріель.
Габріель повільно дрейфував на південь, поки глибока конвекція консолідувалася, і циклон було підвищено до тропічного циклону 2 категорії, тоді як JTWC модернізував Габріель до еквівалента циклону 1 категорії з вітрами120 км/год (75 миль/год). До 18:00 UTC 9 лютого шторм продовжував посилюватися і незабаром став тропічним циклоном 3 категорії. Пізніше наступного дня циклон згодом перетнув 160° сх.д., де він перемістився з австралійського регіону в басейн південної частини Тихого океану, де став еквівалентним циклону 2 категорії. Габріель почав відчувати посилення північно-західного вертикального зсуву вітру, JTWC знизив його до 1 категорії. 10 лютого Габріель перейшла в зону відповідальності MetService. JTWC також припинив попередження в системі близько 21:00 UTC того дня Метеорологічна служба знизила категорію Габріель до тропічного циклону 2 категорії. Протягом 11 лютого, після того як Габріель пройшла безпосередньо над островом Норфолк, BoM і MetService повідомили, що Габріель перейшла в глибокий субтропічний шторм.

## Підготовка

Циклон Габріель посилюється біля узбережжя Австралії 8–9 лютого

### Острів Норфолк
Австралійська територія острова Норфолк оголосила червоний рівень тривоги через наближення Габріель, причому центр шторму, за прогнозами, пройде над островом або наблизиться до нього. Австралійські військові та екстрені служби були в готовності до реагування. Управління з надзвичайних ситуацій острова Норфолк (EMNI) розіслало попередження в суботу вдень, порадивши людям залишатися всередині та оголосивши, що більшість підприємств закриється.

### Нова Зеландія
Численні попередження про сильний дощ і вітер були видані на Північному острові Нової Зеландії, коли Габріель наближалася до країни, у тому числі червоне попередження про сильний дощ у Нортленді, Окленді, Короманделі, Гісборні та Гокс-Бей, а також червоне попередження про сильний вітер у Нортленді, Окленді, Короманделі, і Таранакі. Протягом 9 лютого надзвичайний стан, який уже діяв в Окленді та Короманделі внаслідок попередніх повеней, було продовжено в очікуванні наближення Габріель тоді як 12 лютого в Нортленді було оголошено надзвичайний стан. Багато жителів верхнього Північного острова, які постраждали від попередніх повеней, ретельно підготувалися до циклону, тоді як екстрені служби були у стані підвищеної готовності. Мешканців попередили про ймовірність відключення електроенергії та запропонували людям зняти трохи готівки.
Людей заохочували мати запаси на три дні. Air New Zealand скасувала багато внутрішніх і міжнародних рейсів через наближення циклону, а Bluebridge і Interislander скасували поромні переправи через протоку Кука. Міністерство освіти порадило школам Окленда закритися, але рішення залишилося за окремими опікунськими радами. Усі школи в Таранакі були закриті 14 лютого. Прем’єр-міністр Кріс Гіпкінс сказав, що громадяни країни повинні серйозно поставитися до попередження про сувору погоду та переконатися, що вони готові. Деякі органи влади порівнюють ймовірний вплив Габріель з наслідками циклону Хола 2018 року та руйнівного циклону Бола 1988 року.